# Eternal Elysium
Eternal Elysium (エターナル・イリジアム, Etānaru Erishiumu) is een Japanse doommetal band, geformeerd in 1991 in Nagoya.

## Bezetting
Leden
- Yukito Okazaki
- Tana Haugo
- Antonio Ishikawa

Voormalige leden
- Atsutoshi Tachimoto
- Jiro Murakami
- Jun Kawasaki
- Yashuhiro Okada

- Eiichi Okuyama
- Takashi Kuroda
- Tom Huskinson
- Toshiaki Umemura

## Geschiedenis
Eternal Elysium heeft gedurende hun carrière zes albums en zes splits/ep's opgenomen. Ze werden in 1991 geformeerd door gitarist/zanger Yukito Okazaki en hebben in de loop der jaren talloze bezettingswisselingen ondergaan. Okazaki werd vergezeld door bassist Atsutoshi Tachimoto en drummer Jiro Murakami voor enkele demo-opnamen en het eerste album Faithful. In 1993 vertrokken zowel Tachimoto als Murakami in Okazaki voor een nieuwe ritmesectie, bestaande uit bassist Jun Kawasaki en drummer Yashuhiro Okada. Deze bezetting gaf zich al snel gewonnen en Okaziki haalde Eiichi Okuyama op bas en Takashi Kuroda op drums binnen. Deze bezetting werd in de wacht gezet toen Okazaki ziek werd en tourneeplannen moest annuleren. Tegen 1997 was de band terug en nam nummers op voor een hele reeks compilatiealbums, waaronder At the Mountains of Madness en I Am Vengeance.
In 2000 tekende Eternal Elysium bij MeteorCity Records en bracht deze hun tweede album Spiritualised D uit. Okuyama vertrok medio 2000 en werd vervangen door bassist Toshiaki Umemura en Kuroda vertrok in 2002 kort voor de opname van het derde album Share. Rio Okuya werd binnengehaald om wat percussie op te nemen voor het album voordat drummer Tom Huskinson werd gevonden en binnengehaald om de opname af te maken. De band bracht in 2003 een split uit met Of the Spacistor. De band kwam in 2005 weer op de proppen met de nieuwe bassist Tana Haugo en de nieuwe drummer Antonio Ishikawa, en bracht hun album Searching Low & High uit in 2005 bij Diwphalanx Records. Ze verschenen ook op de live dvd Wizard's Convention: Japanese Heavy Rock Showcase naast Japanse collega-bands Boris, Church of Misery en Greenmachine. In 2007 bracht de band een split cd/ep uit met Black Cobra. In 2009 brachten ze het album Within the Triad uit. 7 Jaar na het album Within the Triad bracht de band het album Resonance of Shadows uit bij Cornucopia Records.

## Discografie

### Albums
- 1996: Faithful cd (Cornucopia Records)
- 2000: Spiritualized D cd/lp (MeteorCity)
- 2002: Share (album)|Share cd (MeteorCity)
- 2005: Searching Low & High (Diwphalanx Records)
- 2009: Within the Triad (Diwphalanx Records)
- 2016: Resonance of Shadows (Cornucopia Records)

### Singles/ep's
- 2003: Split met Of the Spacistor (Cornucopia Records)
- 2007: Split cd met Black Cobra (Diwphalanx Records)
- 2008: Eternal Elysium ep (bevat materiaal van de Black Cobra split & een jam)

### Live
- 2005: Wizard's Convention: Japanese Heavy Rock Showcase dvd (Diwphalanx Records)

### Compilaties
- 1998: Easygoin' op At the Mountains of Madness (Miskatonic Foundation)
- 1998: Easygoin', Zen & Splendid, Selfish Woman op Doomsday Recitation (Cornucopia Records)
- 1998: Behind op Survive List (Survive Records)
- 2000: What A Difference A Day Makes op Survive List 2 (Survive Records)
- 2000: Innocent Exile (Iron Maiden cover) op Slave to the Power (MeteorCity Records)
- 2001: Seduction (Black Widow cover) op King of the Witches (Black Widow Records)
- 2001: Burning a Sinner (Witchfinder General cover) op I Am Vengeance (MeteorCity Records)
- 2004: Godzilla (Blue Öyster Cult cover) op Not of This Earth (Black Widow Records)
- 2005: White Witch (Angel Witch cover) op Earthquake A.G.M. (Sub-Effect Records)
- 2008: Agent of Doom en een korte sample van een andere song verschijnt op een Japanse compilatie uit 2008.